# 陳叔卿
陈叔卿（?—?），字子弼，南朝陈朝高宗宣帝陈顼第五子。

## 母
魏昭容，陈宣帝的妃嫔，陈宣帝即位后，封为昭容。

## 生平
陈叔卿性格质直有材器，容貌甚伟。陈宣帝太建四年（572年）二月乙酉，立为建安王，授东中郎将、东扬州刺史。七年（575年）十二月，为云麾将军、郢州刺史，置佐史。九年（577年）正月，进号平南将军、湘州刺史（有諮議參軍姚察、法曹參軍虞世南、記室參軍張譏）。后主即位，进号安南将军。又为侍中、镇右将军、中书令。迁中书监。
后主陈叔宝祯明三年（589年）隋灭陈迁入关中，隋大业年间，为都官郎、上党通守。後人陳正，官至循王傅

## 資料來源
- 《陈书》

1. ↑  《陳書·卷五》：十二月景辰，以新除雲麾將軍、郢州刺史長沙王叔堅為平越中郎將、廣州刺史，東中郎將、東揚州刺史建安王叔卿為雲麾將軍、郢州刺史，宣惠將軍宜都王叔明為東揚州刺史。
2. ↑  《陳書·卷五》：壬寅，以湘州刺史、新除中衛將軍始興王叔陵為揚州刺史；雲麾將軍建安王叔卿為湘州刺史，進號平南將軍。
3. ↑  《陳書·卷六》：〔禎明元年〕二月丁未，以特進、鎮右將軍晉安王伯恭進號中衛將軍，中書令建安王叔卿為中書監。
4. ↑  《元和姓纂》為其孫,《新唐書宰相世系表》作其玄孫。